# Вибух нафтової платформи Deepwater Horizon

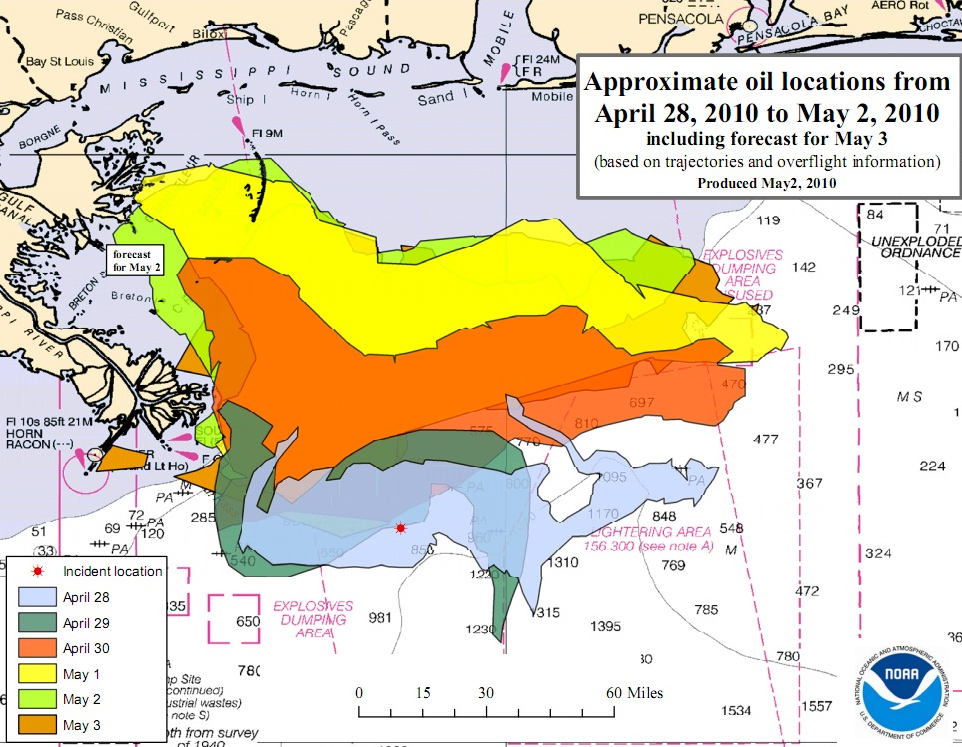
Рис. 3.

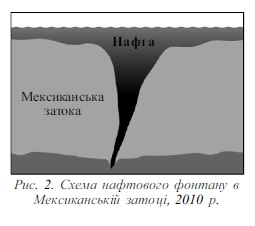
Модель.

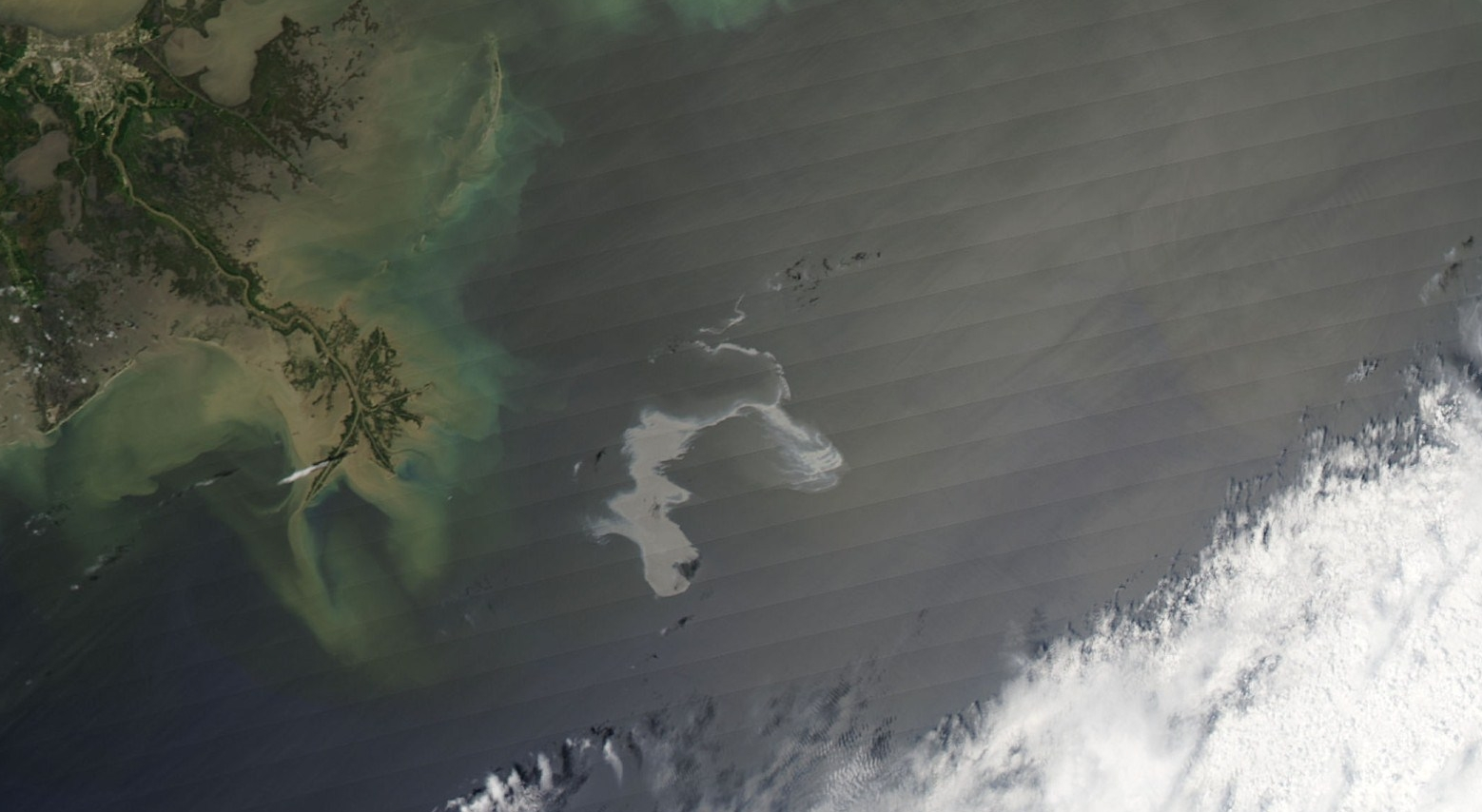
Рис. 4. Світлина NASA з супутника. 25 квітня, 2010

Вибух нафтової платформи «Deepwater Horizon» — техногенна катастрофа, яка сталася 20 квітня 2010 р. за 80 км від узбережжя штату Луїзіана в Мексиканській затоці.

## Характеристика платформи
Deepwater Horizon, дослівно «Глибоководний Горизонт» — напівзанурена нафтова бурова платформа надглибокого буріння з системою динамічного позиціонування. Побудована в 2001 році південнокорейською суднобудівною компанією Hyundai Heavy Industries. Платформа була закладена 21 березня 2000 року і спущена на воду 23 лютого 2001 року.
Технічні характеристики платформи такі:
- довжина — 112 м,
- ширина — 78 м,
- висота — 97,4 м;
- середнє осідання — 23 м;
- водотоннажність — 52587 т;
- вантажомісткість — 32588 т;
- силова установка — дизельно-електричною потужністю 42 МВт;
- швидкість — 4 вузли;
- екіпаж — 146 осіб.

## Загальний опис

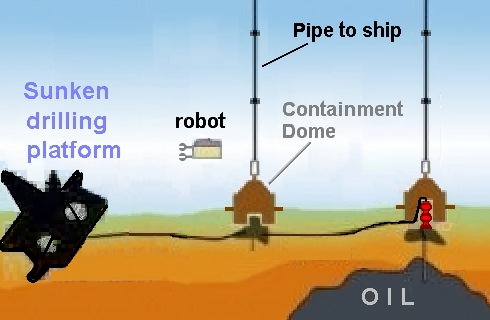
Концептуальна схема підводних бань стимування нафти, що спочатку планувалася для розливу нафти Deepwater Horizon. На цьому етапі залишилося 2 витоки нафти з трубопроводу.

Одна з найбільших техногенних катастроф у світовій історії.
Аварія сталася 20 квітня 2010 року за 80 кілометрів від узбережжя штату Луїзіана в Мексиканській затоці, і з часом переросла в техногенну катастрофу спочатку локального, потім регіонального масштабу, з негативними наслідками для екосистеми регіону на багато десятиліть вперед. Одна з найбільших техногенних катастроф у світовій історії за негативного впливу на екологічну обстановку. Тепер[коли?] визнана найбільшим витоком нафти у відкритий океан в історії США, і, ймовірно, в світовій історії.
20 квітня 2010 року в 22:00 за місцевим часом на платформі стався вибух, що спричинив сильну пожежу. Незадовго перед цим була проведена перевірка герметичності свердловини, під час якої було витрачено втричі більше бурового розчину, ніж передбачалося.
Внаслідок вибуху семеро людей отримали поранення, четверо з них перебували в критичному стані, безвісти зникли 11 людей. Усього на момент НП на буровій платформі працювали 126 осіб, і зберігалося близько 2,6 мільйона літрів дизельного палива. Продуктивність платформи становила 8 тисяч барелів на добу.
Нафтова платформа «Deepwater Horizon» затонула 22 квітня після 36-годинної пожежі, що сталася після потужного вибуху. Після вибуху і затоплення нафтова свердловина була пошкоджена і нафта з неї стала надходити у води Мексиканської затоки.

## Хронологія розвитку аварії
Розлив нафти тривав 152 дні з 20 квітня по 19 вересня 2010 року, за цей час зі свердловини в Мексиканську затоку витекло близько 5 мільйонів барелів нафти.
Станом на 29 квітня 2010 року нафтова пляма досягла в окружності 965 кілометрів і знаходилася на відстані 34 кілометрів від узбережжя штату Луїзіана, увечері 29 квітня 2010 року нафтова пляма досягла гирла річки Міссісіпі.
6 травня 2010 року нафта була виявлена на острові Фрімейсон архіпелагу Шанделур, входить в один з найстаріших заповідників США, штат Луїзіана.
4 червня 2010 року нафта з'явилася на пляжі міста Пенсакола штат Флорида, який вважається одним з «найбільш білих пляжів».
28 червня 2010 року нафта досягла штату Міссісіпі, де були забруднені пляжі, також нафтові згустки були виявлені в найбільшому озері штату Луїзіана Пончартрейн.
Нафтова пляма досягла площі 75 тисяч квадратних кілометрів.

## Екологічні наслідки
В результаті розливу нафти було забруднено 1770 кілометрів узбережжя, була введена заборона на рибну ловлю, для промислу були закриті більше третини всієї акваторії Мексиканської затоки. Від нафти постраждали всі штати США, які мають вихід до Мексиканської затоки, найсильніше постраждали штати Луїзіана, Алабама, Міссісіпі і Флорида.
За даними на 25 травня 2010 року на узбережжі Мексиканської затоки було виявлено 189 мертвих морських черепах, багато птахів і інших тварин, на той момент розлив нафти загрожував понад 400 видам тварин, у тому числі китам і дельфінам. Станом на 2 листопада 2010 було зібрано 6814 мертвих тварин, в тому числі 6104 птиці, 609 морських черепах, 100 дельфінів і інших ссавців, і одна рептилія іншого виду.
Від розливу нафти постраждали рибальська, туристична, нафтова галузі прибережних штатів США.

## Усунення наслідків аварії
Після вибуху основні зусилля спеціальних служб були спрямовані на гасіння пожежі на платформі. Після того, як платформа затонула, всі заходи були сконцентровані на двох напрямках: спроба герметизації свердловини, через яку відбувався викид нафти, і боротьба з поширенням нафтової плями і наслідками цього поширення.
Спроби зупинити витік нафти з пошкодженої свердловини почалися практично відразу, так, 25 квітня 2010 року було невдала спроба встановити на свердловині превентор. Була знята заглушка, яка не давала ради з утриманням нафти, і замість неї 13 липня була встановлена 75-тонна заглушка.
16 липня 2010 було оголошено про зупинку витоку нафти на свердловині завдяки установці клапана, проте підкреслювалося, що це не остаточна герметизація. 18 липня був виявлений новий витік за 3 кілометри від свердловини.
Витік нафти було зупинено 4 серпня 2010 року завдяки гідростатичному тиску закачаних в аварійну свердловину бурового розчину і цементу. Для повної герметизації свердловини було необхідно буріння розвантажувальних свердловин — основної, якою опікувалось бурове судно Development Driller III, та резервної, котру бурило судно Development Driller II. Буріння розвантажувальної свердловини відбувалося за 30,5 м від аварійної свердловини. 17 вересня 2010 були завершені роботи по бурінню і 18 вересня через основну розвантажувальну свердловину почалося закачування цементу. 19 вересня 2010 року було оголошено про остаточну герметизацію пошкодженої свердловини і зупинку витоку нафти.
Для боротьби з розливом нафти використовувалися бонові загородження, розпорошення диспергентів, контрольоване випалювання і механічний збір нафти тощо.
Підпалили нафтову пляму за допомогою спеціального буя з паливом, почався процес контрольованого випалювання нафтової плями біля узбережжя штату Луїзіана, Всього було 441 контрольоване спалювання, кожне спалювання тривало від 7 хвилин до декількох годин, в залежності від розмірів нафтової плями.
Широке використання (обсяг використовуваних диспергентів перевищив 800 000 галонів) компанією BP диспергентів сімейства Корексіт (Corexit 9500 і Corexit 9527) викликало критику, бо за даними Агентства захисту навколишнього середовища США ці види диспергентів є токсичнішими і менш ефективними, порівняно з аналогами.
Збір нафти здійснювався як у відкритому морі за допомоги спеціальних кораблів-нафтознімачів, так і на узбережжі, де значна частина робіт виконувалася вручну добровольцями і власниками ділянок, які очищаються. Особливу складність для очищення становили піщані пляжі, де нафта змішувалася з піском, і роботи здійснювалися вручну, і болота, звідки нафту доводилося викачувати.

## Розслідування причин аварії
Згідно з доповіддю BP причинами аварії стали людський фактор, зокрема неправильні рішення персоналу, технічні несправності і недоліки конструкції нафтової платформи, всього було названо шість основних причин катастрофи.
За даними доповіді цементна подушка на дні свердловини не змогла затримати вуглеводні в резервуарі, через це крізь неї в бурову колону просочувалися газ і конденсат. Фахівці BP і Transocean Ltd. невірно витлумачили результати вимірювань тиску в свердловині при перевірці свердловини на герметичність.
Потім протягом 40 хвилин фахівці Transocean Ltd. не помічали, що зі свердловини йде потік вуглеводнів. Газ, який міг бути безпечно виведений за борт, поширився по буровій платформі через вентиляційну систему, і протипожежні системи не змогли запобігти його розповсюдженню. Вентиляційна система платформи виявилася заповненою вибуховою сумішшю газу з повітрям. Після вибуху через несправність механізмів не спрацював противикидний превентор, який повинен був автоматично закупорити свердловину і запобігти витоку нафти в разі аварії.
Головною причиною названо прагнення BP скоротити витрати по розробці свердловини, заради цього знехтували рядом норм з безпеки. Причинами були названі: брак інформації, невдала конструкція свердловини, недостатнє цементування, зміни в проєкті.

## Публікації
- Олег Боровський. «Чорне море» біля берегів Маямі //Україна Молода. 6 травня 2010. С. 7.

## Документальні фільми та відео
- Відеофільм 45 хв Документальный фильм National Geographic
- Ликвидация последствий разлива нефти: видеосюжет с русским переводом (рос.). Архів оригіналу за 16 листопада 2021. Процитовано 9 жовтня 2016.
- CNN iReport. Upclose video of the fire
- Spewing 5,000 Barrels of Oil a Day, BP Spill Hits Louisiana Coastline [Архівовано 8 травня 2010 у Wayback Machine.]- video report by Democracy Now!